# 神農原駅
神農原駅（かのはらえき）は、群馬県富岡市神農原にある上信電鉄上信線の駅である。

## 歴史
- 1897年（明治30年）7月7日：開業[1]。

## 駅構造

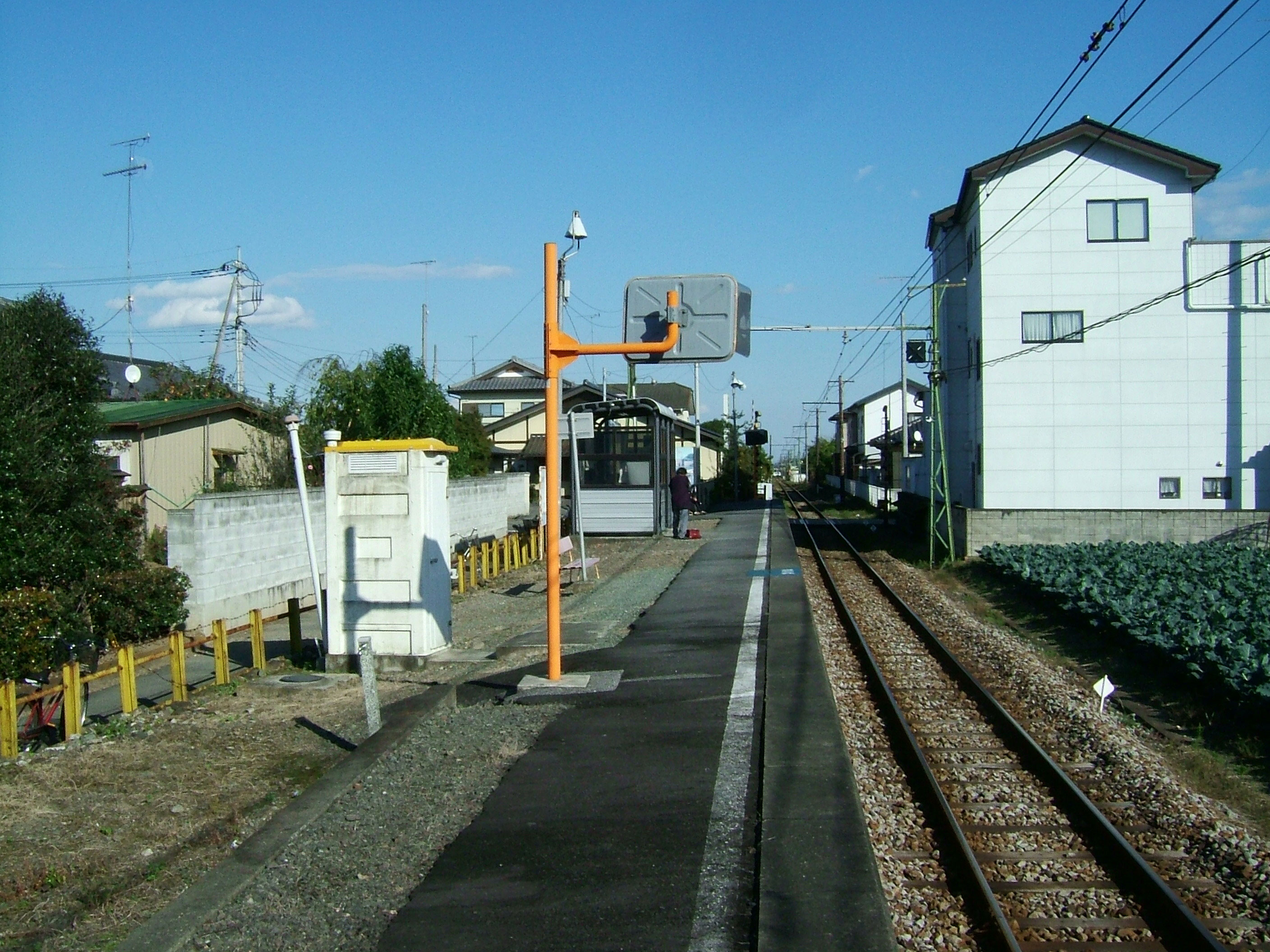
ホーム（2008年10月）

単式ホーム1面1線の地上駅である。かつては有人駅であったが、現在は無人駅となっている。

## 利用状況
1日の平均乗車人員は以下のとおりである。
| 年度 | 1日平均人数 |
| ---- | ----------- |
| 2007 | 112         |
| 2008 | 107         |
| 2009 | 105         |
| 2010 | 100         |
| 2011 | 99          |
| 2012 | 92          |
| 2013 | 87          |
| 2014 | 98          |
| 2015 | 91          |
| 2016 | 90          |
| 2017 | 88          |
| 2018 | 84          |
| 2019 | 82          |
| 2020 | 59          |
| 2021 | 61          |
| 2022 | 64          |

## 駅周辺

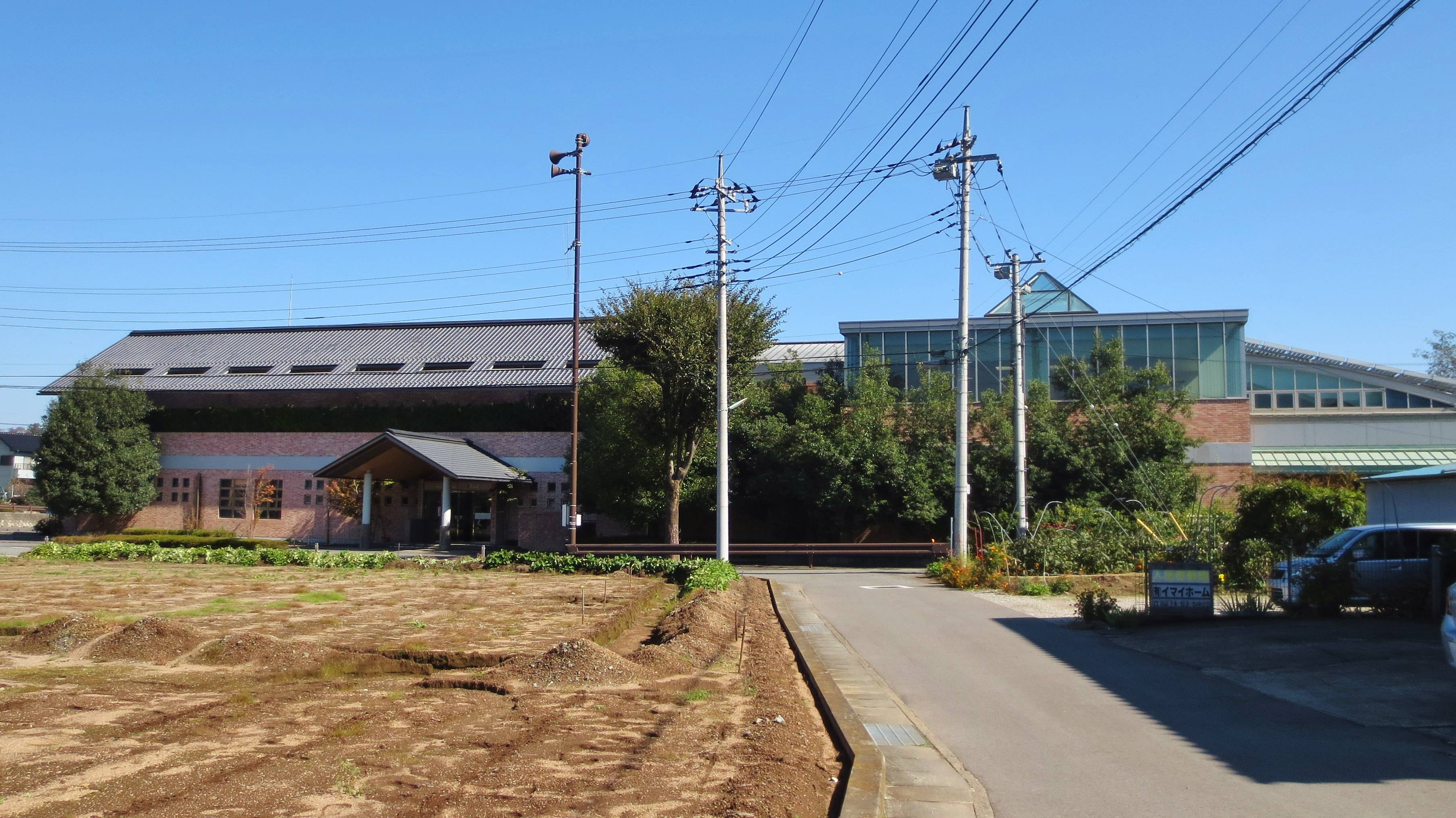
国道254号
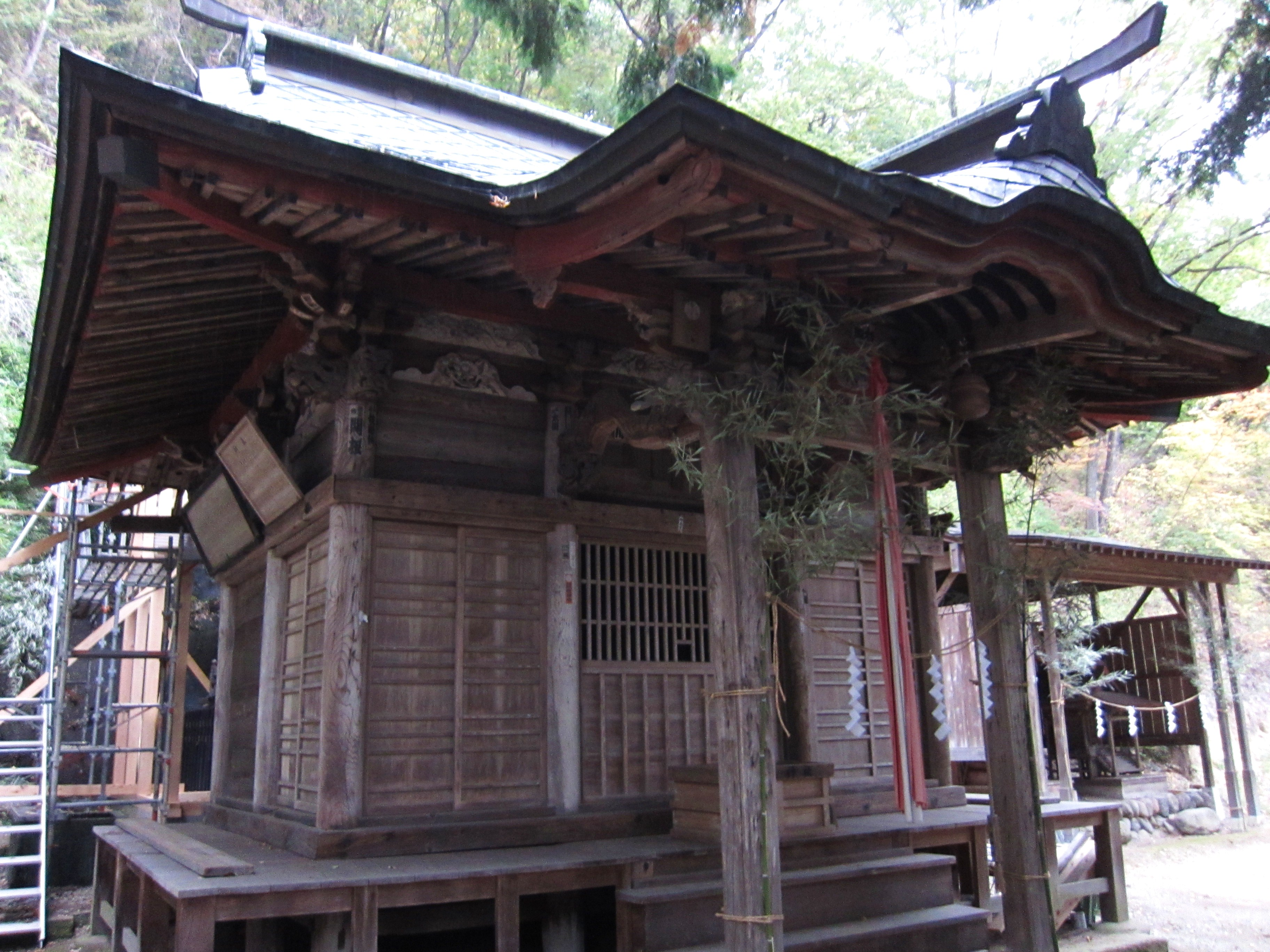
冨士神社
- 富岡市上水道発祥の地記念碑
- 鏑川
- 創価学会富岡会館
- 西毛病院
- 宇芸神社
- 旧茂木家住宅
- 富岡市立西中学校
- 神成山 - 上信電鉄の有志により、ハイキング道が整備されている。

以前は「かぶら健康センターかのさと」も近隣にあったが、2011年（平成23年）に閉館した。
- かのさと跡
- 宇芸神社

## 隣の駅
上信電鉄
■上信線
上州一ノ宮駅 - 神農原駅 - 南蛇井駅